# 公文書館法
公文書館法（こうぶんしょかんほう、昭和62年12月15日法律第115号）は、公文書館に関する日本の法律である。
この法律では国または地方公共団体は公文書等の保存および利用に関し、適切な措置を講ずる責務を有することが謳われている。

## 主務官庁
- 内閣府大臣官房公文書管理課

2001年の中央省庁再編までは総理府が所管した。なお、2011年（平成23年）に公文書管理課が新設される以前は総務課の担当だった。

## 構成
- 第一条 - 目的
- 第二条 - 定義
- 第三条 - 責務
- 第四条から第五条 - 公文書館
- 第六条 - 資金の融通等
- 第七条 - 技術上の指導等

## 成立について
この法律は公選第4-7代茨城県知事を務めた後、自民党公認で参議院議員に転じた岩上二郎が中心となって推進された議員立法であり、歴史的文書の保存が大変重要であるという、岩上の強い政治信念が発端となっている。
この法律案は最初、岩上が政府案としての提出を求めたが、関係省庁の反応が極めて消極的であったため一度は頓挫。岩上はそのような関係省庁の反応から政府案として国会提出させるのは無理だと判断し、政府案ではなく議員立法で成立させる方針に切り替えた。
方針転換後、岩上は公文書館法案を取り扱う自民党「文化振興に関する特別委員会」委員長に自ら希望して就任するとともに、党総裁で第73代内閣総理大臣中曽根康弘の支援もとりつけ、公文書館法成立に向けて具体的な法案作成などの作業を行い与野党協議を行った。
そしてその尽力があって与野党協議でまとまった法律案は、中曽根が総理の職を第74代竹下登に譲った直後の1987年（昭和62年）12月8日、参議院内閣委員会において委員会提出の法案として可決され、翌12月9日午前の本会議で全会一致の賛成で可決。直ちに衆議院に送られ同日午後には衆院の内閣委員会でも可決、12月10日に衆院本会議で再び全会一致の可決という超スピード審議で成立した。5日後の12月15日にこの法律が公布された。